# Râul Drôme
Drôme este un râu în partea de sud-est a Franței. Este un afluent al fluviului Ron. Izvorăște din departamentul Drôme lânga localitatea La Bâtie-des-Fonds în Munții Alpi. Are o lungime de 110 km, un debit mediu de 20 m³/s și un bazin de colectare de 1.640 km². Se varsă în Ron în localitatea Loriol-sur-Drôme, Drôme.